# Maider Castellano
Maider Castellano Escolar (Vitoria, 18 de junio de 2003) es una jugadora española de baloncesto de Liga Femenina.

## Trayectoria
Su madre jugaba a baloncesto, entrenaba a niñas y desde que estaba en su tripa, iba a los partidos del Baskonia. Comenzó probando la natación o el atletismo, hasta que con cinco o seis años, en una clase de multideporte, le dieron un balón de baloncesto, empezó a entrenar en la ikastola y con siete años empezó en el Araski, pasando por todas las categorías,hasta llegar a Liga Femenina. En la temporada 2021-2022 disputó en con Araski algunos partidos. El primero, contra el Girona en Fontajau Con el número 7 en Araski y 1,66 m de altura, ocupa la posición de base en el campo.

## Clubes
- -2022: Araski AES, categoría Primera Nacional.
- 2022-2023: Araski AES [Kutxabank], Liga Femenina.